# 音乐嘉宾
一位“音乐嘉宾”是指在非音乐节目中做短暂的音乐表演的歌手、乐队或其他类型的音乐家。
一些节目传统上包含很多音乐嘉宾的表演（如周六夜现场），也有一些节目包含流行音乐人的表演，以提高特定节目的收视率（如情景喜剧或卡通节目）或帮助新的艺术家获得曝光率（如吉米·法伦今夜秀或大卫·莱特曼晚间秀）。
虽然很多节目都有自己的现场乐队，但这种固定的乐队不属于“音乐嘉宾”。此外，如果一个节目的主题完全围绕着现场音乐（如“美国偶像”或“明星搜寻），那么出场的音乐人一般不被认为是音乐嘉宾，因为他们要么是选手，要么是评委。
根据节目形式的不同，音乐嘉宾可能只是简单地表演一首歌就离开舞台，有的节目则包括对音乐人表演后的采访。而在“周六夜现场”上，一些音乐嘉宾与节目中的明星一起参演喜剧小品。

## 拥有音乐嘉宾的典型节目
- 欢笑时刻（英语：All That）
- 迪克·卡威特秀（英语：The Dick Cavett Show）
- 埃德·萨利文秀（英语：The Ed Sullivan Show）
- 吉米·法伦今夜秀
- 大卫·莱特曼晚间秀
- 詹姆斯·柯登深夜秀
- 周六夜现场